# Julieta Zylberberg
Julieta Zylberberg (Buenos Aires, 4 de març de 1983) és una actriu argentina guanyadora del Premi Cóndor de Plata a la millor actriu l'any 2011, pel seu paper en la pel·lícula  La mirada invisible.

## Trajectòria
Va començar la seva carrera en la tira infantil Magazine For Fai, conduïda per Mex Urtizberea, exponent de l'humor "in and out style".
El seu debut en cinema va ser en la pel·lícula La niña santa de  Lucrecia Martel el 2004. Aquest any també va estar en el primer capítol de la telenovel·la  Culpable de este amor i va aparèixer a la minisèrie Sangre fría.
Després en 2005 va participar en la pel·lícula Géminis, i va interpretar diversos papers en alguns episodis de la primera temporada de  Casados con hijos amb el destacat actor, Guillermo Francella i l'actriu Luisana Lopilato.
En 2006 va participar en la pel·lícula Cara de queso —mi primer ghetto— d’Ariel Winograd i al programa de televisió Bendita vida.
Un any després, va protagonitzar la pel·lícula  Tres minutos al costat de Nicolás Pauls i Antonella Costa.
En 2008 va actuar en la comèdia Una de dos que es va emetre per un període breu de temps, sent cancel·lada per baixa audiència. Després va realitzar una participació especial en la sèrie  Aquí no hay quien viva, adaptació de la versió espanyola del mateix nom. En aquest mateix any, va participar en la minisèrie de televisió i Internet Amanda O, interpretant a la secretària personal de Natalia Oreiro.
En 2009 va tenir un paper antagònic en la telecomèdia Enseñame a vivir, de Pol-ka Producciones.
El 2010, va protagonitzar la pel·lícula La mirada invisible, per la qual va rebre reconeixements a la seva actuació, i va participar en l'obra de teatre Agosto (Condado de Osage), on va treballar al costat de grans actrius com Norma Aleandro i Mercedes Morán.
En 2011 va tenir un paper en la pel·lícula Los Marziano protagonitzada per Guillermo Francella i després va interpretar a Helena Epstein en la telenovel·la de Pol-Ka Producciones, Los Únicos.
El 2012 va actuar a Condicionados personificant a Charo, la filla de Soledad Silveyra i Oscar Martínez i va protagonitzar la pel·lícula  Extraños en la noche al costat del cantant i actor Diego Torres.
En 2016, va protagonitzar al costat de Juan Minujín, la telecomedia a Loco por vos, adaptació argentina de l’estatunidenca Mad About You que va ser transmesa per Telefe.

## Vida personal
Entre 2007 i 2017 va estar en parella amb l'actor Esteban Lamothe. Tenen un fill anomenat Luis Ernesto, nascut el 2012.
Està en parella amb el director de cinema Agustín Toscano amb qui té un fill anomenat Florián, nascut en 2023.

## Televisió

### Ficcions
| Any        | Títol                                   | Personatge                             | Notes                                         |
| ---------- | --------------------------------------- | -------------------------------------- | --------------------------------------------- |
| 2004       | Sangre fría                             | Lea Aguirre                            | 1 episodi                                     |
| 2004       | Culpable de este amor                   | Sasha                                  |                                               |
| 2005       | Conflictos en red                       | María Sierra                           | Episodi: «Enmascarados»                       |
| 2005       | Casados con hijos                       | Amiga de Paola                         | Episodi: «Casa tomada»                        |
| 2005       | Casados con hijos                       | Roxana                                 | Episodi: «El cumpleaños de Coqui»             |
| 2005       | Casados con hijos                       | Sonia                                  | Episodi: «El sátiro de la media tres cuartos» |
| 2006       | Bendita vida                            | Julieta                                |                                               |
| 2006       | Gladiadores de Pompeya                  | Romina                                 |                                               |
| 2008       | Amanda O                                | Inés                                   |                                               |
| 2008       | Una de dos                              | Violeta                                |                                               |
| 2008       | Aquí no hay quien viva                  | Marisol Lepanto                        |                                               |
| 2009       | Enseñame a vivir                        | Clodine Fernández Salgueiro            |                                               |
| 2011       | Los únicos                              | Helena Epstein                         | Repartiment secundari (temporada 1)           |
| 2012       | Condicionados                           | Charo                                  |                                               |
| 2013       | Farsantes                               | Sonia Wilkansky                        |                                               |
| 2014       | Guapas                                  | Sol Rodríguez Alcorta                  |                                               |
| 2014       | Doce casas, Historia de mujeres devotas | Marina                                 | Setmana 6: «Historia de Dora y Marina»        |
| 2014       | En terapia                              | Nancy                                  | Tercera temporada                             |
| 2015       | Los siete locos y los lanzallamas       | Hipólita                               |                                               |
| 2015       | Dispuesto a todo                        | Abril                                  | 1 episodi                                     |
| 2016       | Educando a Nina                         | Lola Benítez                           |                                               |
| 2016, 2022 | El marginal                             | Silvia de Palacios                     | Temporada 1 i 4                               |
| 2016, 2022 | Loco por vos                            | Natalia "Nati" Armendaris de Wainstein |                                               |
| 2016-2018  | Psiconautas                             | Jessica Larrea                         |                                               |
| 2017-2019  | El jardín de bronce                     | Oficial Lidia Blanco                   |                                               |
| 2018       | Cien días para enamorarse               | Patricia "Pato"                        |                                               |
| 2018       | Edha                                    | Paloma Barrera                         |                                               |
| 2018-2019  | Impuros                                 | Pilar                                  |                                               |
| 2019       | Otros pecados                           | Tamara                                 | Episodi: «La caldera»                         |
| 2020       | Separadas                               | Paula Kaplan                           |                                               |
| 2020       | Post mortem                             | Florencia Rodra                        |                                               |
| 2021       | Días de gallos                          | Vanesa Rivas                           |                                               |
| 2022       | Night Sky                               | Stella                                 | Serie estadounidense                          |
| 2023       | Chueco                                  | Lupe Romero                            |                                               |

### Programes
| Any       | Títol            | Personatge           |
| --------- | ---------------- | -------------------- |
| 1995-1996 | Magazine For Fai | Diversos personatges |
| 2006-2008 | Mañana vemos     | Diversos personatges |

## Cinema
| Any  | Títol                            | Personatge           | Notes              |
| ---- | -------------------------------- | -------------------- | ------------------ |
| 2004 | La niña santa                    | Josefina             |                    |
| 2005 | Géminis                          | Montse               |                    |
| 2005 | Normal, así lo resuelve Trobato  | Julia                | Curtmetratge       |
| 2006 | Cara de queso —mi primer ghetto— | Romina               |                    |
| 2007 | Bueno                            | Natalia "Nati"       | Curtmetratge       |
| 2007 | Tres minutos                     | Ana                  |                    |
| 2008 | Un novio para mi mujer           | María                |                    |
| 2010 | Una vez más                      | Chica                | Curtmetratge       |
| 2010 | La mirada invisible              | María Teresa Cornejo |                    |
| 2011 | Salón Royale                     | Paula                | Curtmetratge       |
| 2011 | La fiesta de casamiento          |                      | Curtmetratge       |
| 2011 | Los Marziano                     | Natalia              |                    |
| 2012 | La mañana de navidad             |                      | Curtmetratge       |
| 2012 | Extraños en la noche             | Sol                  |                    |
| 2013 | La playa de México               |                      | Curtmetratge       |
| 2014 | Relatos salvajes                 | La moza              | Relat: «Las ratas» |
| 2014 | Baby Pong                        | Jugadora             | Curtmetratge       |
| 2015 | El 5 de Talleres                 | Ale                  |                    |
| 2015 | Mi amiga del parque              | Liz                  |                    |
| 2016 | El rey del Once                  | Eva                  |                    |
| 2016 | Error 404                        | Martina              | Curtmetratge       |
| 2018 | Las olas                         | Soledad              |                    |
| 2018 | Aire                             | Lucía                |                    |
| 2018 | All inclusive                    | Lucía                |                    |
| 2020 | Espejo                           | Alicia               | Curtmetratge       |
| 2020 | Tengo miedo torero               | Laura                |                    |
| 2020 | Matar a Pinochet                 | Silvia               |                    |
| 2021 | La estrella roja                 | Anahí Cohen          |                    |
| 2021 | El perro que no calla            | Adela                |                    |
| 2022 | Sangre homicida                  | Camila Saldivar      |                    |
| 2023 | El método Tangalanga             | Clara                |                    |
| 2023 | Puan                             | Jazmín               |                    |
| 2023 | El rapto                         | Claudia              |                    |

## Videoclips
| Any  | Vídeo                | Artista      |
| ---- | -------------------- | ------------ |
| 2018 | Loco tu forma de ser | Vicentico    |
| 2019 | Extraños en la cama  | Diego Torres |
| 2020 | Hoy                  | Residente    |

## Teatre
- Me gusta, todo por el like (2023)
- La fiebre (2022)
- El perro que no calla (2022)
- Dos visiónes (2021)
- Estrella roja (2021)
- Condado Osage (2011)
- Los Únicos (adaptació teatral de la sèrie) (2011)
- Gente favorita (2008)
- Un enemigo del pueblo (2007)
- Versiones I: Madre de lobo entrerriano (2005)
- Lucro cesante (2004)

## Premis i nominacions
| Llista de premis i nominacions | Llista de premis i nominacions | Llista de premis i nominacions                              | Llista de premis i nominacions                       | Llista de premis i nominacions | Llista de premis i nominacions | Llista de premis i nominacions |
| Any                            | Organització                   | Categoria                                                   | Treball                                              | Resultat                       | Ref(s)                         |                                |
| ------------------------------ | ------------------------------ | ----------------------------------------------------------- | ---------------------------------------------------- | ------------------------------ | ------------------------------ | ------------------------------ |
| 2004                           | Premis Clarín                  | Revelació Femenina en Cinema                                | La niña santa                                        | Guanyador                      |                                |                                |
| 2005                           | Premis Cóndor de Plata         | Millor actriu de repartiment                                | La niña santa                                        | Nominat                        | [ 16 ]                         |                                |
| 2009                           | Premis María Guerrero          | Premio Estímulo                                             | Agosto: Condado de Osage                             | Guanyador                      | [ 17 ]                         |                                |
| 2009                           | Premis ACE                     | Millor Actriu de Repartiment en Drama i/o Comèdia Dramàtica | Agosto: Condado de Osage                             | Nominat                        | [ 18 ]                         |                                |
| 2009                           | Premis Clarín                  | Revelació Femenina en Teatre                                | Agosto: Condado de Osage                             | Guanyador                      | [ 19 ]                         |                                |
| 2009                           | Premis Clarín                  | Revelació Femenina en Televisió                             | Enseñame a vivir                                     | Guanyador                      | [ 19 ]                         |                                |
| 2010                           | Premis Sur                     | Millor actriu revelació                                     | La mirada invisible                                  | Guanyador                      | [ 20 ]                         |                                |
| 2010                           | Premis Sur                     | Millor actriu                                               | La mirada invisible                                  | Nominat                        | [ 20 ]                         |                                |
| 2011                           | Premis Cóndor de Plata         | Millor actriu                                               | La mirada invisible                                  | Guanyador                      | [ 1 ]                          |                                |
| 2013                           | Premis Tato                    | Millor actriu de repartiment                                | Farsantes                                            | Nominat                        | [ 21 ]                         |                                |
| 2013                           | Premis Martín Fierro           | Millor actriu de repartiment                                | Farsantes                                            | Nominat                        | [ 22 ]                         |                                |
| 2014                           | Premis Martín Fierro           | Millor actriu de repartiment                                | Guapas                                               | Nominat                        | [ 23 ]                         |                                |
| 2015                           | Premis Sur                     | Millor actriu                                               | Mi amiga del parque                                  | Nominat                        | [ 24 ]                         |                                |
| 2015                           | Premis Martín Fierro           | Millor actriu d'unitari i/o minisèrie                       | Los siete locos y los lanzallamas / Dispuesto a todo | Nominat                        | [ 25 ]                         |                                |
| 2016                           | Festival de Màlaga             | Millor actriu                                               | Mi amiga del parque                                  | Guanyador                      | [ 26 ]                         |                                |
| 2016                           | Premis Cóndor de Plata         | Millor actriu                                               | Mi amiga del parque                                  | Nominat                        | [ 27 ]                         |                                |
| 2016                           | Premis Sur                     | Millor actriu                                               | El rey del Once                                      | Nominat                        | [ 28 ]                         |                                |
| 2016                           | Premis Tato                    | Millor actriu de Comèdia                                    | Loco por vos / Psiconautas                           | Nominat                        | [ 29 ]                         |                                |
| 2016                           | Premis Martín Fierro           | Millor actriu de Ficció Diària / Comèdia                    | Loco por vos                                         | Nominat                        | [ 30 ]                         |                                |
| 2017                           | Premis Tato                    | Millor actriu de repartiment                                | El jardín de bronce                                  | Nominat                        | [ 31 ]                         |                                |
| 2018                           | Premis Quiero                  | Millor Participació en Vídeo                                | Loco (Tu forma de ser)                               | Nominat                        | [ 32 ]                         |                                |
| 2021                           | Premis Kónex                   | Millor actriu de Cinema                                     | Període 2011-2020                                    | Guanyador                      | [ 33 ]                         |                                |
| 2021                           | Produ Awards                   | Millor actriu Principal - Sèrie i Minisèrie                 | Post mortem                                          | Guanyador                      | [ 34 ]                         |                                |